# 加利夫卡
49°21′54″N 22°46′21″E / 49.36500°N 22.77250°E
加利夫卡（烏克蘭語：Галівка），是烏克蘭西部的村莊，隸屬利維夫州的桑比爾區。該村面積0.95平方公里，海拔高度565米，2001年人口160，人口密度每平方公里168.42人。